# Saichania chulsanensis
Saichania chulsanensis és una espècie de dinosaure ancilosàurid que va viure al Cretaci superior (al Campanià). Les seves restes fòssils van ser trobades a la formació de Barun Goyot a Khulsan a la conca de Nemegt, al sud de Mongòlia.

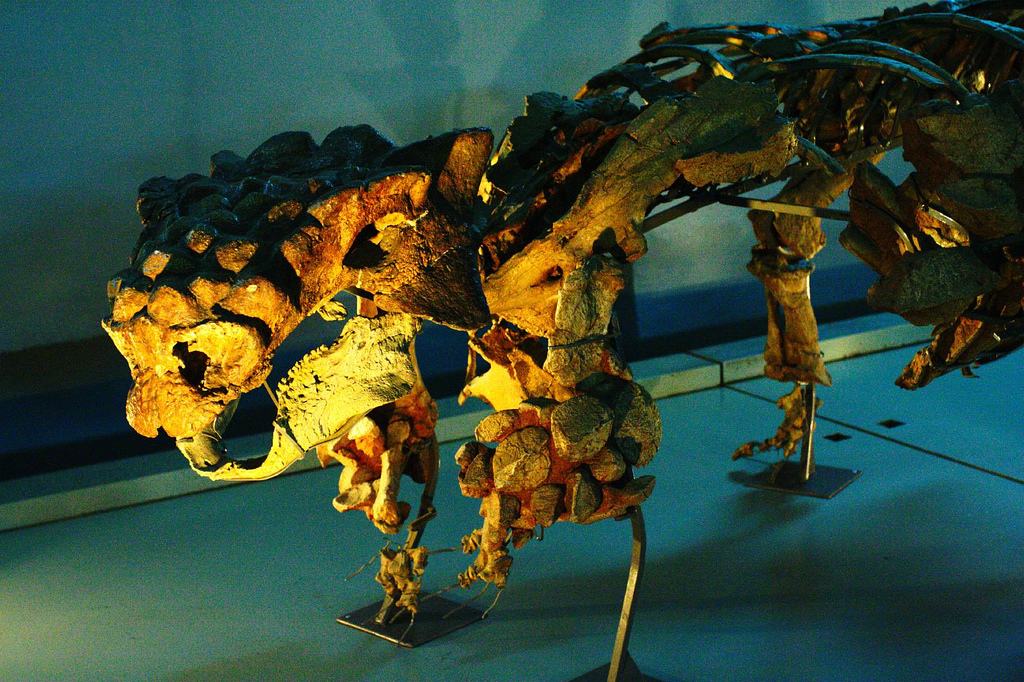
Esquelet de Saichania

Saichania chulsanensis va ser descrita per Teresa Maryańska l'any 1877, juntament amb Tarchia kielanae. L'holotip de S. chulsanensis consisteix en un crani i la part anterior de l'esquelet postcranial (coll i vèrtebres de l'esquena, cintura escapular, extremitats anteriors, i part de l'armadura).